# Victor Koulbak
Victor Koulbak, né le 12 mars 1946 à Moscou, est un peintre français d'origine russe.
Il est connu pour avoir réintroduit dans l'art contemporain l'esprit et les techniques des maîtres de la Renaissance[réf. nécessaire], la pointe d'argent tout particulièrement.

## Biographie

### Formation initiale
Victor Koulbak dessinait en toute occasion durant son enfance, sans que son milieu familial l'y porte particulièrement : son père était pilote dans l’armée de l’air, sa mère femme au foyer. Celle-ci cependant montra un jour sa production au directeur de l'École des beaux-arts de Moscou. Il le fit entrer dès le lendemain. Ce furent alors quatre années de formation classique avec une seule exigence : l'exactitude. Les meilleurs dessins étaient exposés dans une vitrine qui donnait sur la rue. La première fois qu’un de ses dessins fut exposé, très fier, il demanda à sa mère et sa sœur de l’accompagner pour le voir. On avait brisé la vitrine pour voler son dessin. « Ce fut mon premier succès artistique » dit Victor Koulbak.

### À l'école des maîtres
Au terme de ses études secondaires et de son apprentissage à l’École des beaux-arts, Koulbak prit conscience des insuffisances de l’enseignement qu'on lui avait dispensé. Il entreprit alors de se trouver un maître et arrêta son choix sur un peintre alors très connu[Qui ?]. Dès le premier jour, il se brouilla  avec lui et quitta l’atelier : le maître en question imposait son style, ses principes esthétiques, sa vision personnelle mais n'apportait rien sur le plan technique. Le jeune peintre prit alors la plus importante décision de sa vie : peu concerné par le modernisme, il préfère par lui-même les principes et les techniques des maîtres anciens. D'abord impressionné par Pieter Brueghel l'Ancien, Paul Cézanne et Vincent van Gogh, il se tourna bientôt vers Léonard de Vinci, Michel-Ange, Albrecht Dürer, Jan van Eyck, Hans Memling, etc.

### La censure soviétique
Refusant les canons de l’art officiel, le réalisme socialiste soviétique, Koulbak se rangea du côté des peintres non-conformistes. Il se privait ainsi de commandes lucratives et fut obligé, pour survivre, de se cantonner à l'illustration de livres et de revues. Il continuait cependant à peindre clandestinement, pour lui et pour un cercle d’amis, mais tout était plus difficile : les fournitures pour artistes étaient réservées aux membres de l’Union des artistes soviétiques, les autres subissaient la pénurie ambiante. On pouvait ainsi manquer de vert en été et, en hiver, de blanc.
Pour devenir membre de l’Union des artistes soviétiques, il fallait d’abord avoir participé à deux expositions officielles. Protecteurs du réalisme soviétique, les comités de sélection étaient exclusivement composés de fonctionnaires du Parti et de peintres inféodés au régime. Ce régime fut légèrement assoupli au début des années 1970. On autorisa l'organisation d'expositions avec débats dans des endroits non-publics tels que l’Institut de physique nucléaire de l’Académie des sciences, qui n'étaient accessibles uniquement qu'avec un laissez-passer contrôlé par le Parti et le KGB. Koulbak réussit à tenir dans ces conditions deux expositions qui furent cependant fermées au bout de deux heures.

### Syndrome de Stendhal
En 1975, Koulbak quitte l’URSS. Il reste six mois à Vienne et visite tous les grands musées de la ville. La contemplation des tableaux de Brueghel le jeta dans un état de torpeur tel qu'il fallut qu'un gardien vienne l'avertir de la fermeture du musée. Il était resté figé de onze heures du matin jusqu’à la tombée de la nuit, victime du  « syndrome de Stendhal », décrit par celui-ci en 1817, dans  son livre Rome, Naples et Florence.

### La Suède, la France et Malte
Avant de quitter l’URSS, Koulbak avait fait parvenir plusieurs de ses tableaux en Suède. Il y était invité par une galerie de Stockholm et, en l’espace d’un an, il tint quatre expositions personnelles à Helsingborg, Stockholm, Malmö, Oslo. En 1976, il s’installa à Paris. Vingt cinq  expositions personnelles et de nombreuses expositions collectives ont depuis consacré son art en France, en Italie, au Japon, au Canada, en Belgique, aux États-Unis, en Grande-Bretagne, en Allemagne et à Malte. Depuis l’an 2000, Koulbak est résident à Malte.

## Œuvre

### Périodes
Dans sa période « Exploratoire » à Moscou, entre 1965 et 1975, il s’essaie à tous les genres, toutes les techniques, tous les styles.

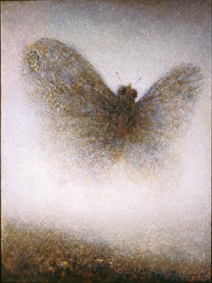
Papillon (1971).
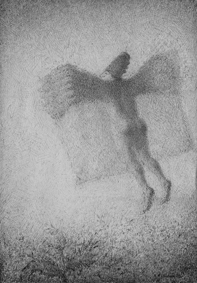
Icare (1972).
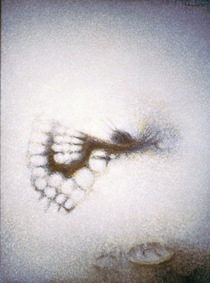
Papillon mechanique (1973).
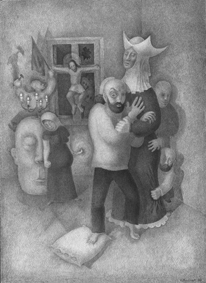
Célébration (1970).

« Surréaliste » à Stockholm puis à Paris, de 1975 aux années 1980.[précision nécessaire]

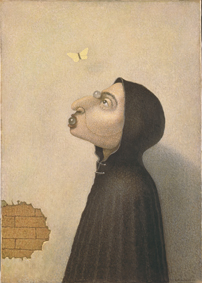
En contemplation (1977).
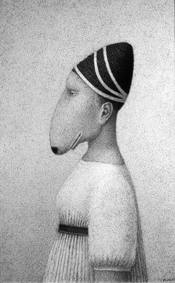
Métamorphoses (1977).
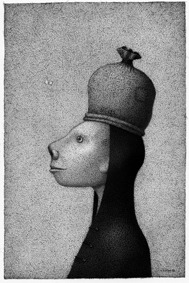
Voyageur (1977).
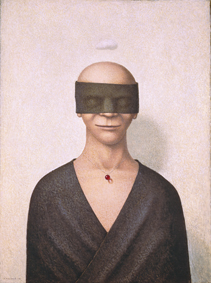
Méditation (1978).

« Thématique » à Paris, de 1980 à 1990.[précision nécessaire]

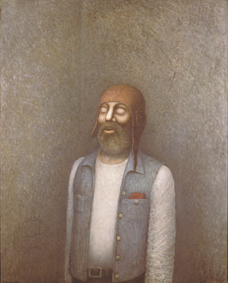
Pilote (1986).
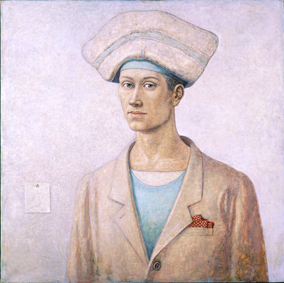
Il a fait tout ce qu'il a pu mais il est toujours seule (1987).
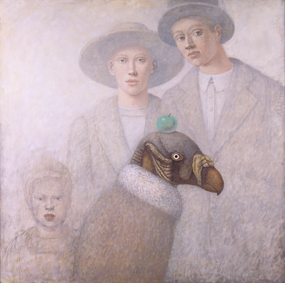
Destin (1983).
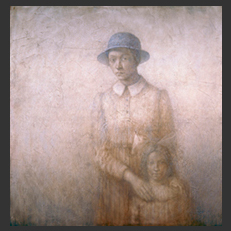
On dit que le père était méchant (1985).

Dans sa période « Maîtrise », à Paris puis à Malte, depuis les années 1990, son art est désormais marqué par la prédominance de travaux  pensés à partir du dessin à la pointe d'argent.

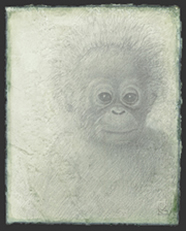
Singe vert (2004)
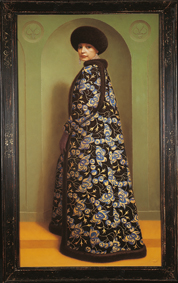
Portrait (2001)
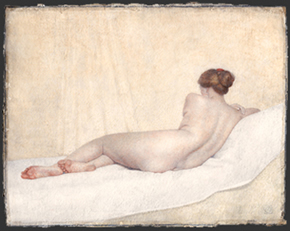
Nu n°4 (2006)
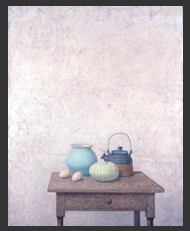
Nature morte extérieur (1987)

### Techniques
Huile, gouache, aquarelle, pointe sèche, crayon, pointe d'argent, etc. Il les utilise toutes dans l'esprit des maîtres de la Renaissance, et en les adaptant à sa conception esthétique. Poussant à l'extrême son idée de tout reprendre à la base, il a même, pendant un temps, fabriqué lui-même ses pinceaux et ses papiers.

### Vision artistique
« La Renaissance, dit Victor Koulbak, a marqué pour la peinture un sommet. L'artiste, en représentant l'homme, visait le divin. On ne saurait y prétendre sans maîtrise. Jamais – ni avant ni après – le métier de peintre n'a atteint une telle altitude. L’histoire de l’art des périodes suivantes est celle d'une dérive. Dieu a d'abord été remplacé par l'homme, puis par le peintre lui-même comme individu placé, dans toute sa trivialité, au centre de l'univers. On est passé de l'adoration à l'exhibitionnisme. Comment en sommes-nous arrivés là ? C'est l'ensemble de l'éducation artistique qui est à refaire. On donne un pinceau à un élève en lui disant : "Exprime-toi" mais qui a jamais pensé qu'on puisse de cette façon apprendre le piano ? Pourquoi ce qui paraît absurde avec le piano ne le paraît-il pas avec le pinceau ? Non, pour faire d’un enfant un véritable peintre, il faut d’abord lui apprendre à distinguer le beau du laid, à maîtriser ses instruments, à lui enseigner la technique jusqu'à ce que ses faiblesses se métamorphosent en qualités. Il faut pour cela des années de travail assidu et difficile. Faute de le faire aujourd’hui, l’avenir de notre monde me paraît bien sombre. En refusant la beauté, nous refusons la civilisation. Je ne sais pas si la beauté sauvera le monde mais, sans elle, il ne survivra pas. »

[réf. nécessaire]

## Expositions personnelles
- 1975 Sweden, Helsinborg, Briiska Galleriet
- 1976 Sweden, Stockholm, Grafikhuser Futura
- 1976 Sweden, Malmo, Galerie Leger
- 1976 Norway, Oslo, Galerie 27
- 1976 France, Paris, Galerie Étienne de Causans
- 1977 France, Paris, Galerie Étienne de Causans
- 1980 Japan, Tokyo, Galerie Takeishi
- 1981 France, Paris, Galerie Isy Brachot
- 1982 Canada, Toronto, Lavrov-Tannenbaum Gallery
- 1983 Belgium, Brussels, Galerie Isy Brachot
- 1984 France, Paris, Galerie Isy Brachot
- 1985 Japan, Tokyo, Isetan Gallery
- 1986 Italy, Rome, Studio S
- 1986 U.S.A., New York, Leslie Cecil Gallery
- 1987 Japan, Tokyo, Isetan Gallery
- 1988 U.S.A., New York, Leslie Cecil Gallery
- 1997 France, Paris, Cité des Arts[6]
- 1999 U.S.A., Arkansas, Little Rock, Arkansas Arts Center[7]
- 2000 U.S.A., New York, Beadleston Gallery
- 2000 U.S.A., Los Angeles, Jan Baum Gallery[8]
- 2001 France, Paris, Musée de la chasse et de la nature
- 2002 U.S.A., New York, Beadleston Gallery
- 2002 Malta, La Valetta, National Museum of Fine Art
- 2004 U.S.A., New York, W.M. Brady & Co
- 2005 Great Britain, London, Portland Gallery[9]
- 2007 U.S.A., New York, W.M. Brady & Co
- 2008 Great Britain, London, Portland Gallery[9]
- 2009 Malta, La Valetta, National Museum of Fine Art
- 2009 Germany, Frankfurt am Main, Nathalia Laue Galerie & Edition[10]
- 2013 USA, New York, Didier Aaron Gallery
- 2015, USA, Auburn, Alabama, Jule Collins Museum of Fine Art
- 2015, Great Britain, London, Didier Aaron Gallery
- 2016, USA, New York, Didier Aaron Gallery

## Expositions collectives
- 1976 France, Paris, Salon des Réalités Nouvelles
- 1976 R.F.A., Esslingen a.N., Kunstverein, «Nonkonformistichse russische Maler»
- 1976 France, Paris, Palais des Congrès, «La peinture russe contemporaine»
- 1977 Great Britain, London Institut of Contemporary Art[11], «Unofficial Russian Painters»
- 1977 Austria, Vienna, «Février russe»
- 1977 U.S.A., Washington, «Washington International Art Fair»
- 1977 Great Britain, London, Fisher Fine Art Limited, «The Figurative Approach 2»
- 1977 Italy, Venice, «La Biennale di Venezia»[11]
- 1978 Japan, Tokyo, Musée d’Art Moderne de Tokio[12]
- 1979 Belgium, Brussels, Galerie Isy Brachot[13]
- 1979 Germany, Munich, «Grafeling»
- 1979 France, Paris, Galerie Bellint, « Les russes à Paris »
- 1980 Suisse, Lausanne, « Peintres russes »
- 1977—1984 France, Paris, Grand Palais, «Grands et Jeunes d’aujourd’hui»
- 1982 U.S.A., New York, « Bilan de l’Art Contemporain »
- 1982 U.S.A., Florida, Palm Beach, Norton Gallery[14]
- 1982 U.S.A., Florida, Pensacola Museum of Art[15], «Silver Point in America»
- 1982 U.S.A., Arkansas, Little Rock, Arkansas Arts Center[7]
- 1982 U.S.A., Massachusetts, Springfield, Museum of Fine Art[16]
- 1984 Canada, Québec, « Bilan de l’Art Contemporain »
- 1988 U.S.A., Pittsburgh, Carnegie Mellon University
- 2000 U.S.A., Los Angeles, Jan Baum Gallery[8]
- 2006 Germany, Bad Frankenhausen, Panorama Museum[17]
- 2006 U.S.A., Savannah Georgia, Telfair Museum of Art[18]
- 2008 Great Britain, London, Art London
- 2009 Austria, Vienna, Art Albertina[19]
- 2010 Born in USSR made in France, Paris, France[20]

### Vidéos
2022 - Victor Koulbak et son art
2018 - Victor Koulbak, entretien sur son art, 1/2
2018 - Victor Koulbak, entretien sur son art, 2/2